# Lactatio Bernardi

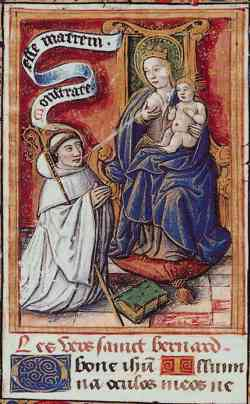
Ilustración de un manuscrito medieval.

Lactatio Bernardi o lactación de San Bernardo son nombres con los que en hagiografía e historiografía del arte se conoce una escena de la vida de este santo y su iconografía, muy vinculada a la Virgo lactans (Virgen de la Leche).
La anécdota se recoge por primera vez en uno de los exempla del Ci nous dit (1313-1330 obra anónima, de un fraile mendicante): cuando el obispo de Chalon visitó Cîteaux, Bernardo, entonces un joven monje, fue encargado por el abad de predicar. Temiendo defraudarles, se puso a rezar ante una imagen de la Virgen hasta quedarse dormido. En sueños se le apareció la Virgen, que le otorgó el don de la elocuencia al ponerle en la boca leche de su propio pecho. También aparece en el Cancionero de Úbeda (1588). Un milagro similar es reflejado anteriormente en las Cantigas de Santa María: la resurrección de un monje cisterciense tras recibir en la boca leche de la propia Virgen.
Como tema pictórico se difundió especialmente por España, desde fechas muy tempranas, puesto que la primera muestra conocida es de finales del siglo XIII: el Retablo de San Bernardo de la Capilla de los Templarios de Palma (Museo de Mallorca). Hay cuadros sobre este tema en el Museo del Prado (Juan Correa de Vivar, 1545, Alonso Cano, 1650, y Bartolomé Esteban Murillo, 1660). En el museo parroquial de Pastrana hay un Premio lácteo a San Bernardo de Juan Carreño Miranda (1668).

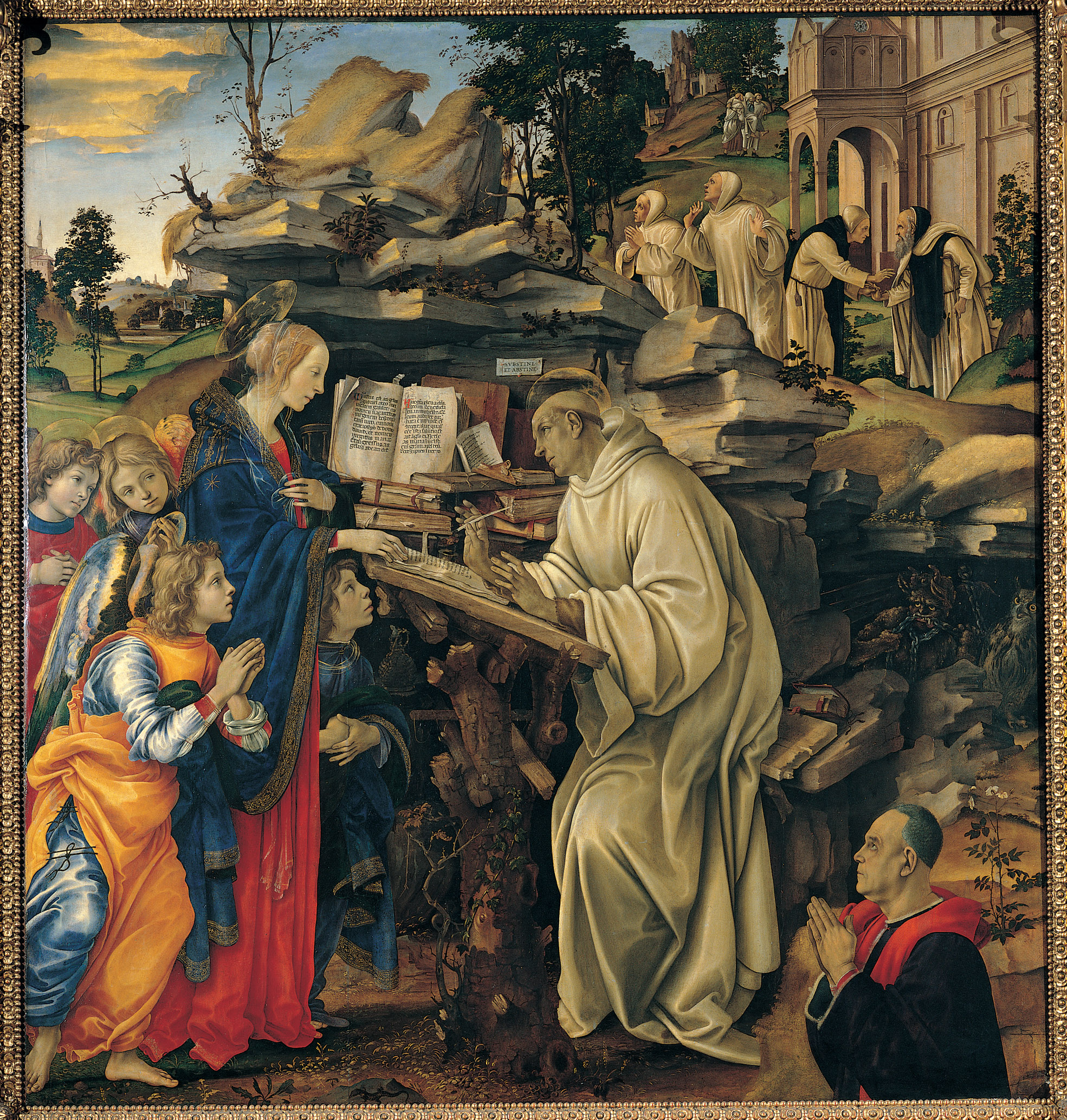
La visión de San Bernardo Filippino Lippi, 1480.
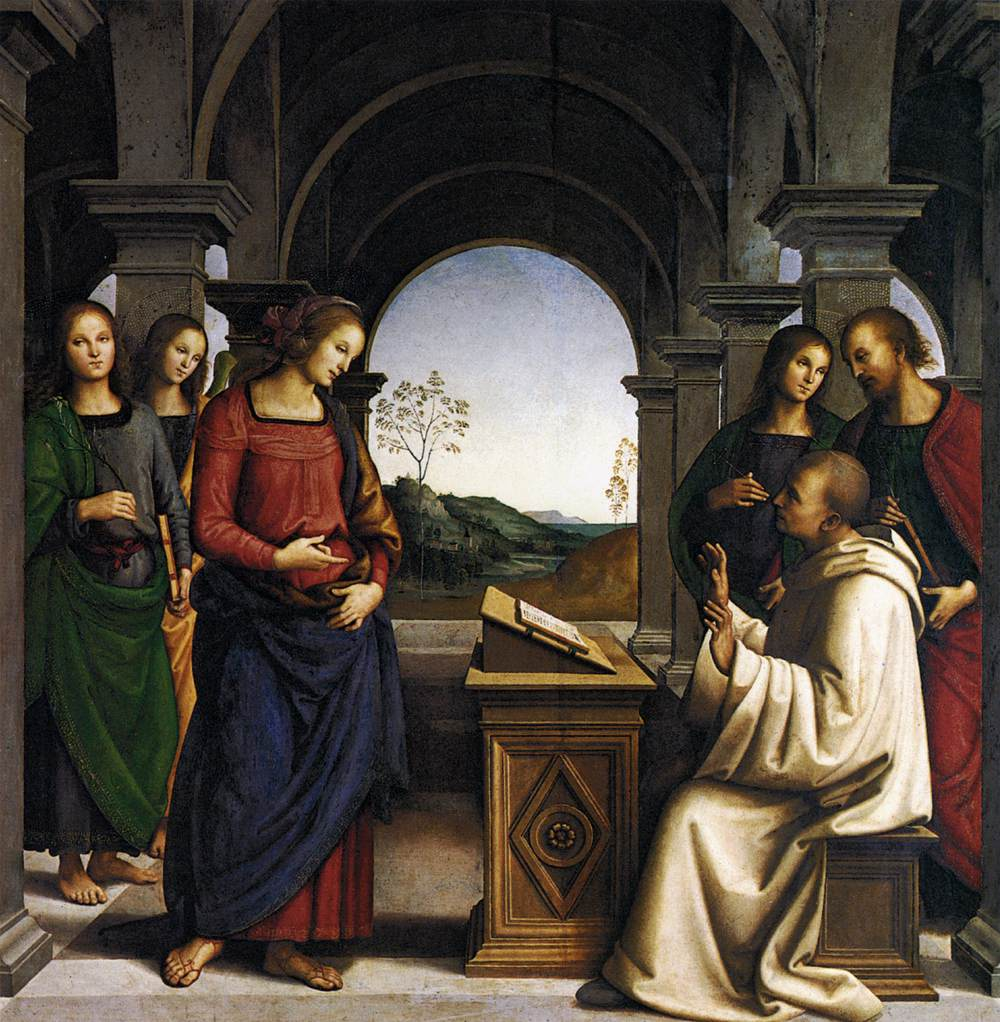
La visión de San Bernardo Perugino, h. 1488-1494.
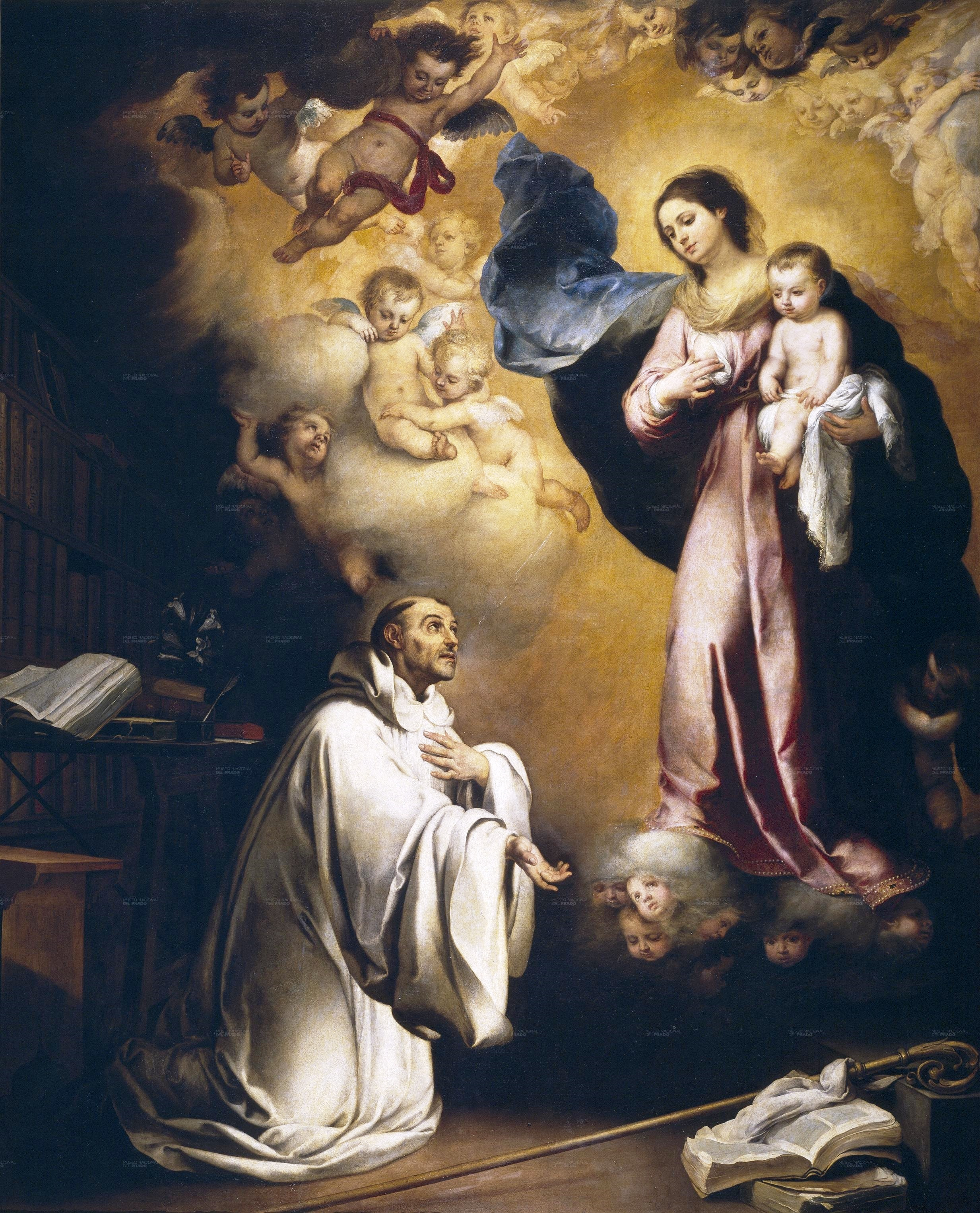
Aparición de la Virgen a San Bernardo, de Murillo, 1655.
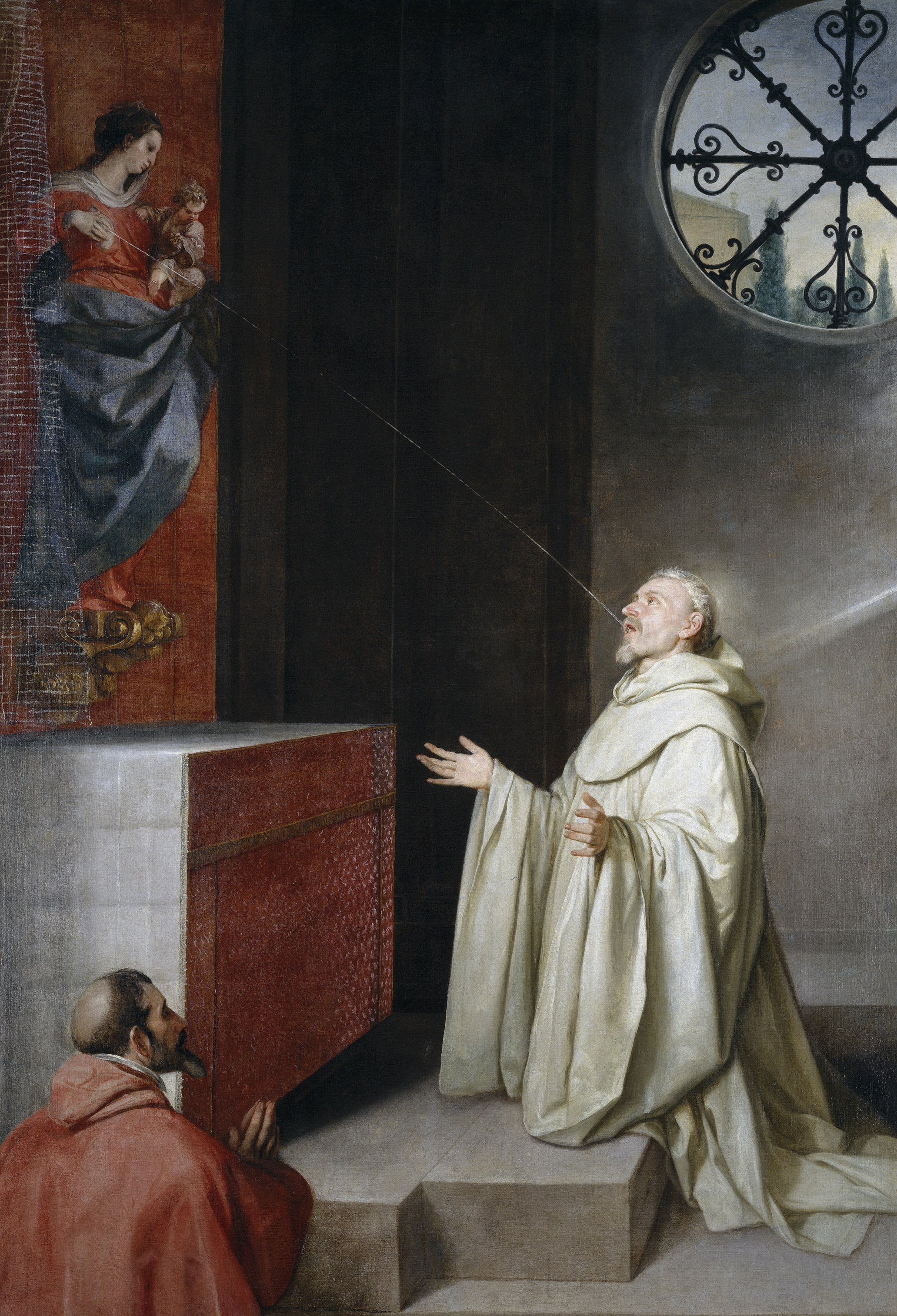
San Bernardo y la virgen, Alonso Cano, 1656.
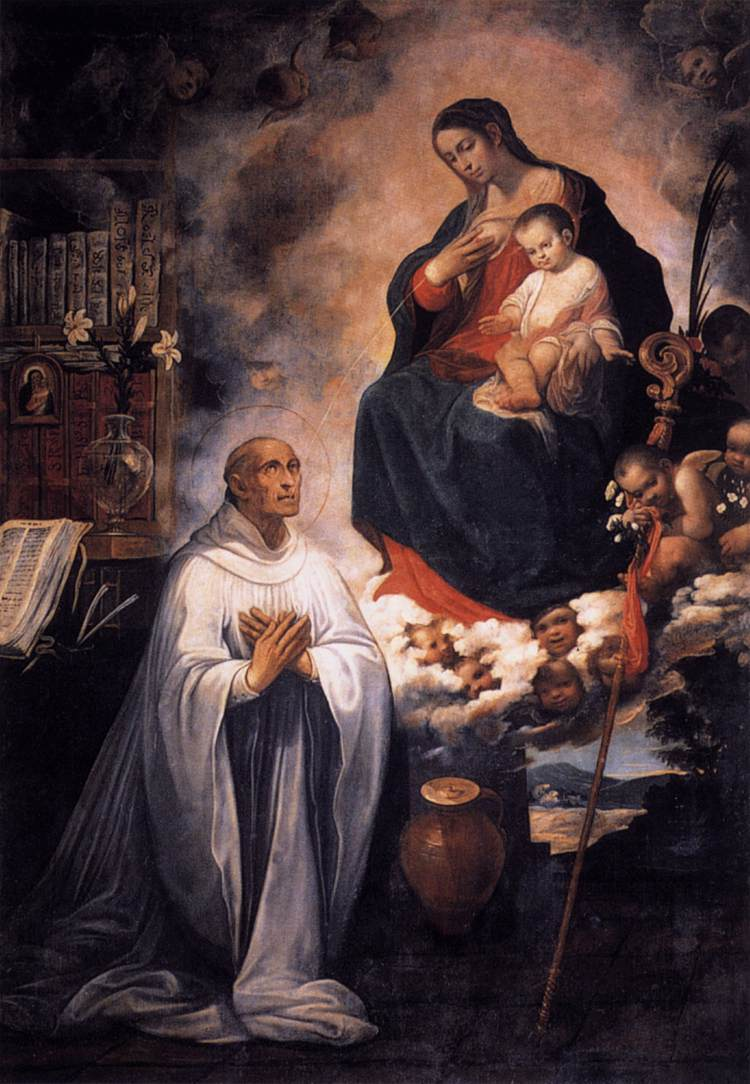
Lactación de San Bernardo, de Juan de Roelas, 1611.
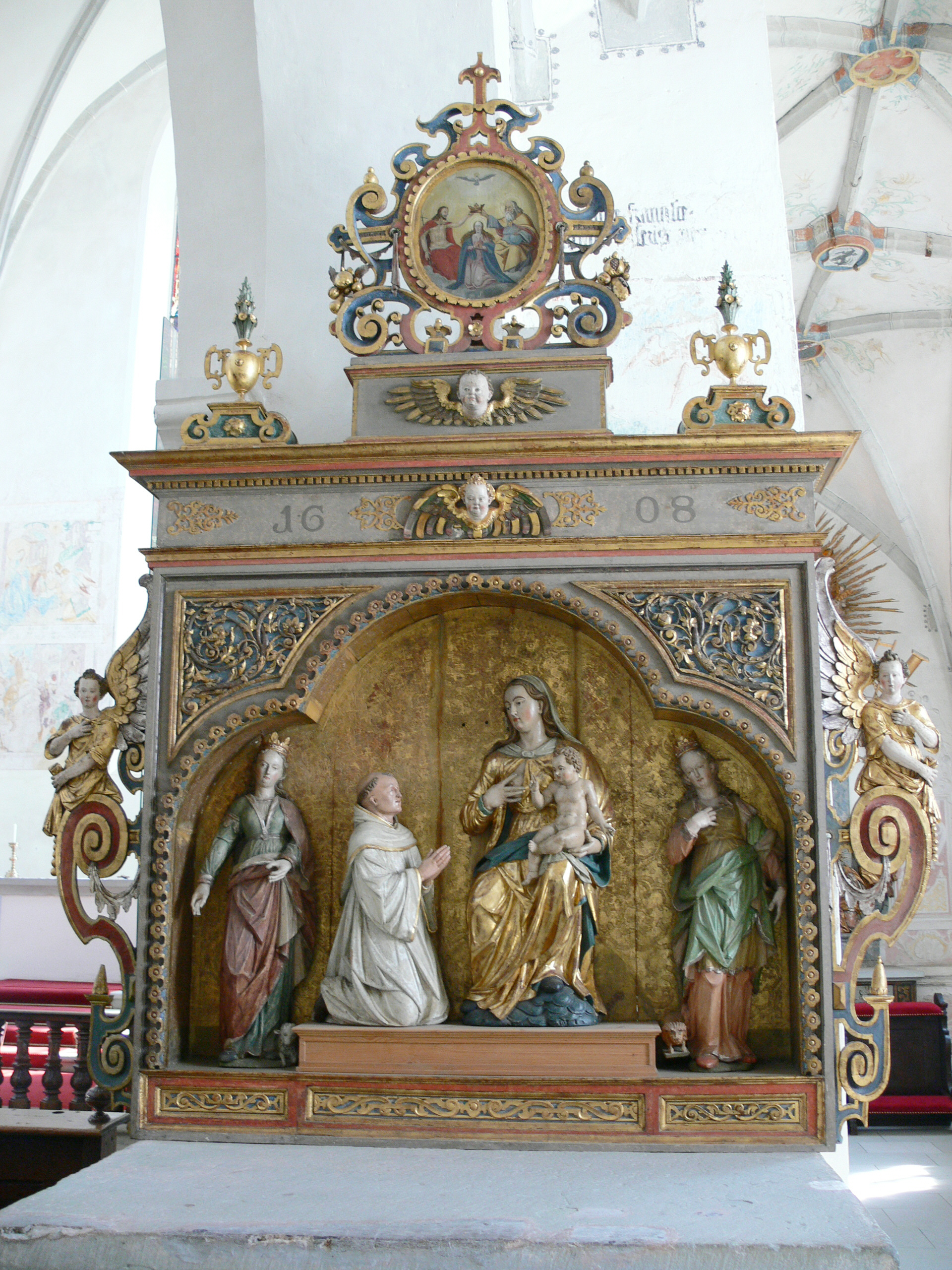
Melchior Binder, 1608.
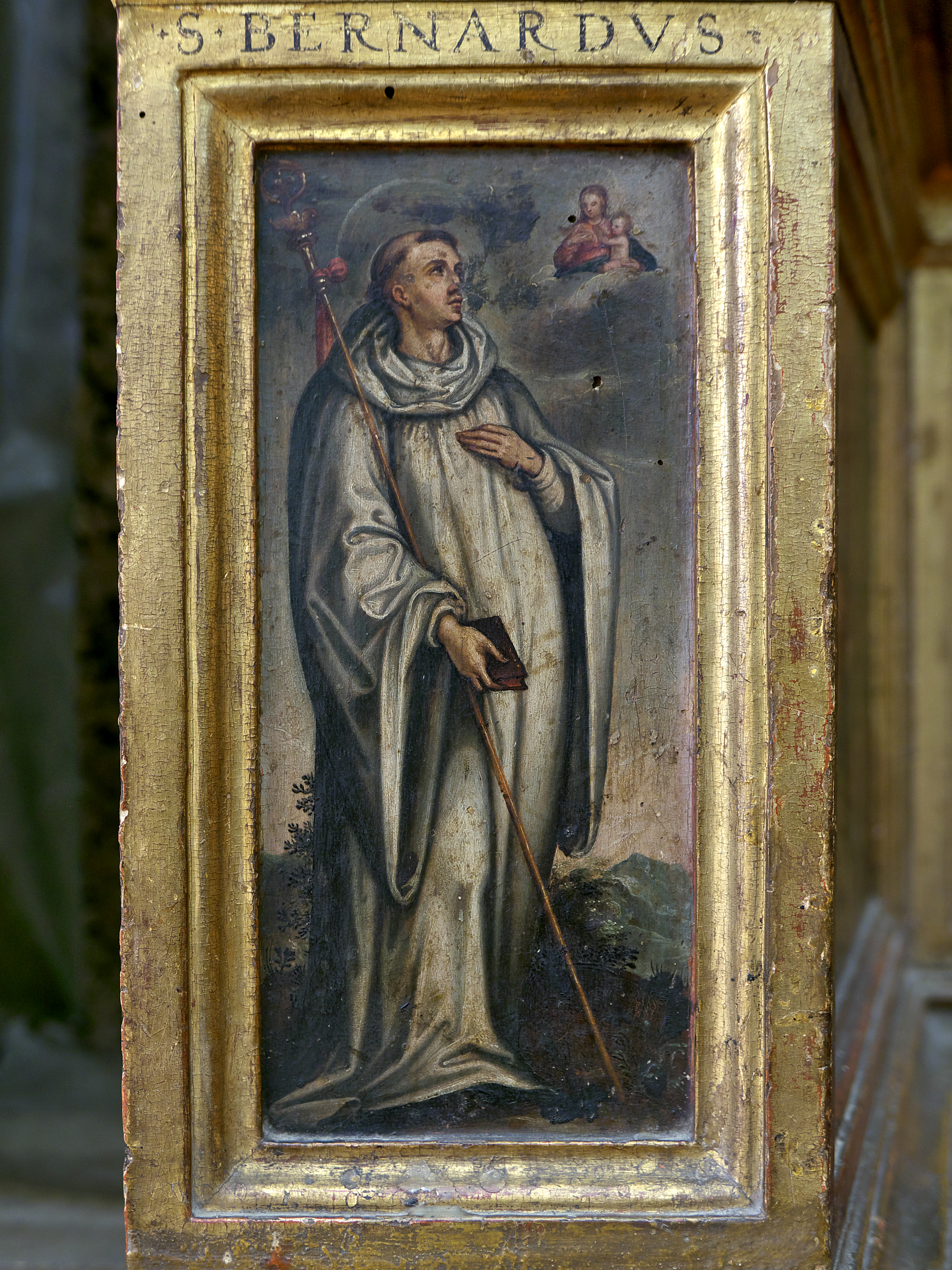
Óleo sobre tabla. Vasco Pereira, 1588

## Amplexus Bernardi
No deben confundirse estas visiones marianas con la visión mística en la que Cristo y San Bernardo se abrazan.
Como tema artístico, fue tratado en un famoso cuadro de Francisco Ribalta (hacia 1626, Museo del Prado).

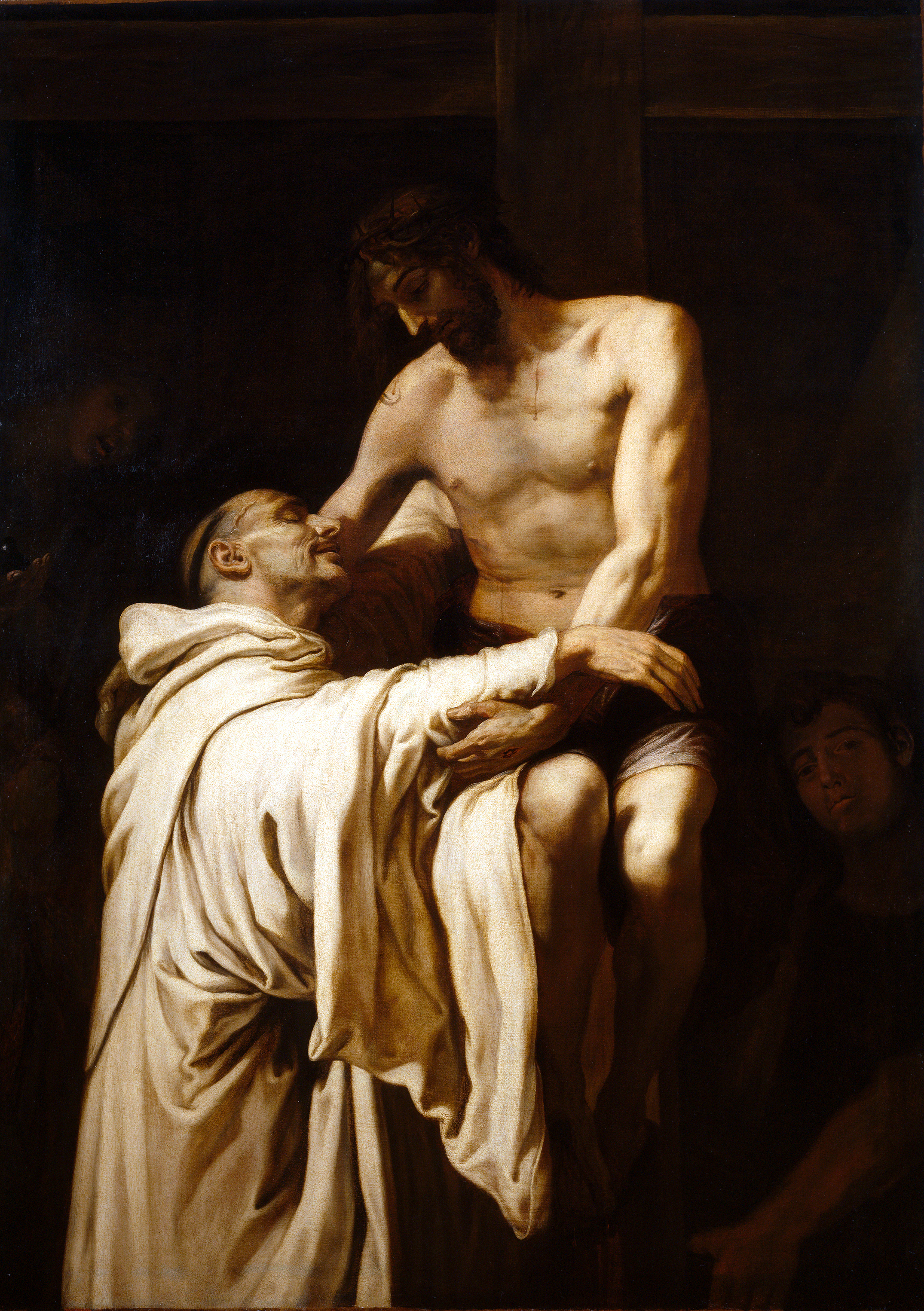